# Andrej Amalrik

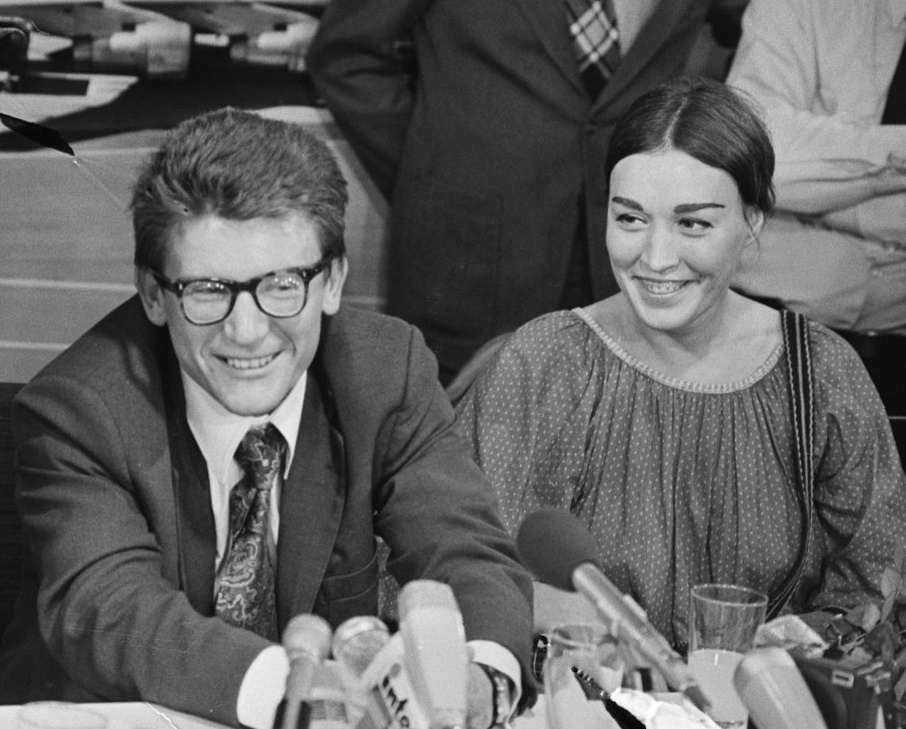
Andrej Amalrik met zijn vrouw in 1976

Andrej Aleksejevitsj Amalrik (Russisch: Андрей Алексеевич Амальрик) (Moskou, 12 mei 1938 — bij Guadalajara, 12 november 1980) was een Sovjet-Russisch schrijver en dissident die in 1969 bekend is geworden met de Russische tekst van Haalt de Sovjetunie 1984?, een essay waarin hij de ineenstorting van de Sovjet-Unie voorspelt.

## Leven en werk
In de jaren 1967-1968 was Karel van het Reve correspondent van het Parool in Moskou. In die jaren zijn Van het Reve en Amalrik met elkaar in contact gekomen. Dit contact bleek voor beiden vruchtbaar: Amalrik kreeg toegang tot Westerse uitgevers via de door Van het Reve en prof. Jan Willem Bezemer opgerichte Alexander Herzenstichting, en Van het Reve kreeg toegang tot de kring van Sovjet-Russische dissidenten. Amalrik was getrouwd met Gjoezel Amalrik.
Onder andere naar aanleiding van een scriptie die hij had opgestuurd naar een Noorse geleerde werd Amalrik ervan beschuldigd inmenging van het buitenland in Sovjetzaken te bevorderen en daarom moest hij de Staatsuniversiteit van Moskou verlaten. Hij deed allerlei los werk en schreef enige toneelstukken die als anti-Sovjet veroordeeld werden. Hij werd prompt naar Siberië verbannen. Hij schreef er een boek over: Niet begeerde reis naar Siberië (1970). Hij liet - wat verboden was - in het buitenland, in Amsterdam, door de Alexander Herzen Stichting een boek uitgeven waarvan de titel in vertaling luidt: Haalt de Sovjetunie 1984? (1969). Dit was in de tijd van de Vietnam-demonstraties, en bij links was hij in het Westen - ook Nederland - dan ook een ongewenste profeet.
Toch kan zijn boek zonder meer profetisch genoemd worden, al had hij het mis over hoe de machtige Sovjetstaat precies aan zijn einde zou komen. Volgens hem zou dat van de kant van de Chinese grens komen met een door de Chinezen gesteunde opstand van de plaatselijke bevolking. In 1976 werd hij verbannen naar Nederland. Andrej Amalrik stierf op 42-jarige leeftijd in ballingschap bij een verkeersongeluk in de Spaanse provincie Guadalajara. In datzelfde jaar 1980 werd Dagboek van een provocateur uitgegeven, waarin hij zijn strijd voor de mensenrechten in Rusland beschrijft.

## Vertaalde Publicaties
- Haalt de Sovjetunie 1984? (1969)
- Niet begeerde reis naar Siberië (1969)
- Dagboek van een provocateur (1980)
- Raspoetin (1988)

- Bibsys: 90157561
- Bibliothèque nationale de France: cb11888607b (data)
- Catàleg d'autoritats de noms i títols de Catalunya: 981058521744406706
- CiNii: DA00155947
- Digitale Bibliotheek voor de Nederlandse Letteren: amal005
- Gemeinsame Normdatei: 118502387
- International Standard Name Identifier: 0000 0001 1023 0297
- Library of Congress Control Number: n50041166
- Nationale Bibliotheek van Letland: 000028053
- Nationale Bibliotheek van Tsjechië: jn19990000147
- Nationale Bibliotheek van Israël: 987007257656005171
- Nederlandse Thesaurus van Auteursnamen: 069043949
- Réseau des bibliothèques de Suisse occidentale: 02-A000006514
- RKD-Nederlands Instituut voor Kunstgeschiedenis: 440082
- LIBRIS: 35339
- Système universitaire de documentation: 026683784
- Trove: 1294475
- Virtual International Authority File: 27059910
- WorldCat: E39PBJgxqr3tbv396pj9VKf6rq